# 木里鼠兔
木里鼠兔（学名：Ochotona muliensis）为鼠兔科鼠兔属的哺乳动物，是中国的特有物种。分布于四川等地，主要生活于高山草原。该物种的模式产地在四川木里。